# Christoph Daum
Christoph Daum (24. října 1953, Cvikov – 24. srpna 2024, Kolín nad Rýnem) byl německý fotbalista, záložník. Po skončení aktivní kariéry působil jako trenér.

## Fotbalová kariéra
Hrál v nižších soutěžích za Hamborn 07, Eintracht Duisburg a 1. FC Köln II.

## Trenérská kariéra
Začínal jako asistent v týmu 1. FC Köln. V letech 1986-1990 byl trenérem 1. FC Köln, se kterým v sezónách 1988/1989 a 1989/1990 skončil na druhém místě německé bundesligy. V letech 1990-1993 byl trenérem VfB Stuttgart, se kterým v sezóně 1991/1992 vyhrál bundesligu. 30. září 1992 v utkání prvního kola Ligy mistrů UEFA 1992/1993 nasadil v odvetném utkání proti týmu Leeds United FC čtvrtého zahraničního hráče, což pravidla nepovolovala. Bylo nařízeno opakované utkání, které vyhrál Leeds, VfB Stuttgart vypadl z Ligy mistrů a Daum byl propuštěn. V letech 1994-1996 trénoval turecký Beşiktaş Instanbul, se kterým získal v roce 1995 mistrovský titul. V letech 1996-2000 trénoval po návratu do Německa Bayer 04 Leverkusen, se kterým skončil třikrát na druhém místě v bundeslize.
Po Euru 2000 se měl stát trenérem německé reprezentace, z čehož sešlo kvůli jeho pozitivnímu testu na užívání kokainu. Byl také vyhozen z Leverkusenu, a vrátil se do Turecka do Beşiktaşu Instanbul, odkud od října 2002 přešel do Rakouska k týmu FK Austria Vídeň, se kterým získal mistrovský titul. Od července 2003 trénoval Fenerbahçe Istanbul, se kterým získal dva mistrovské tituly. Od roku 2006 vedl znovu 1. FC Köln, který přivedl zpět do bundesligy. Od roku 2009 působil opět ve Fenerbahçe. Dále krátce vedl Eintracht Frankfurt, ale nepodařilo se mu zabránit sestupu z bundesligy. Jednu sezónu vedl Club Brugge KV a turecký Bursaspor.
Dne 7. července 2016 po dvouleté trenérské pauze se stal třetím zahraničním trenérem rumunské reprezentace.